# سوفوسباویر
سوفوسباویر، تحت نام تجاری سوالدی فروخته می‌شود، دارویی است که برای درمان هپاتیت سی استفاده می‌شود. این دارو تنها با مقداری ترکیبی از ریباویرین، پگینترفرون -آلفا، سیمئپیرویر، لیدیپاسوار، دلالاتاسویر یا ولاتپاسوویر توصیه می‌شود. بسته به نوع ویروس هپاتیت C درگیر، میزان درمان ۳۰ تا ۹۷ درصد است. ایمنی در دوران بارداری مشخص نیست. برخی از داروهایی که به صورت ترکیبی استفاده می‌شوند ممکن است به کودک آسیب برساند. از طریق دهان مصرف می‌شود.
عوارض جانبی شایع آن شامل احساس خستگی، سردرد، حالت تهوع و مشکل خواب است. عوارض جانبی به‌طور کلی در رژیم‌های حاوی اینترفرون بیشتر است. : 7  سوفوسباویر ممکن است هپاتیت ب را در کسانی که قبلاً آلوده شده‌اند دوباره فعال کند. در ترکیب با لدیپاسویر، داکلاتاسویر یا سیمپراویر به دلیل خطر ضربان قلب غیرطبیعی ، آمیودارون توصیه نمی‌شود. سوفوسباویر در خانواده دارویی آنالوگ نوکلئوتید است و با جلوگیری از پروتئین NS5B هپاتیت C کار می‌کند.
سوفوسباویر در سال ۲۰۰۷ سنتز شد و برای استفاده پزشکی در ایالات متحده در سال ۲۰۱۳ مورد تأیید قرار گرفت. این دارو در فهرست داروهای ضروری سازمان جهانی بهداشت قرار دارد. بیش از ۶۰٬۰۰۰ نفر در ۳۰ هفته ابتدایی فروش در ایالات متحده با سوفوسباویر تحت درمان قرار گرفتند.